# Beania asymmetrica
Beania asymmetrica is een mosdiertjessoort uit de familie van de Beaniidae. De wetenschappelijke naam van de soort is voor het eerst geldig gepubliceerd in 1926 door Harmer.